# Lê Đức Thịnh
Lê Đức Thịnh (1927 – 2001) là nhà cách mạng và chính khách Việt Nam, Ủy viên Ban Chấp hành Trung ương Đảng Cộng sản Việt Nam khóa V, nguyên Phó Bí thư Tỉnh ủy Hưng Yên, Bí thư Tỉnh ủy Hải Dương, Chủ tịch Ủy ban Hành chính (nay là Ủy ban Nhân dân) Thành phố Hải Phòng, Bộ trưởng Bộ Nội thương, Trưởng ban Tài chính - Quản trị Trung ương.

## Tiểu sử
Ông có tên khai sinh là Nguyễn Văn Phần, nguyên quán tại thị trấn Như Quỳnh, Văn Lâm, Hưng Yên. Ông là cán bộ lão thành cách mạng, tham gia cách mạng từ tháng 2 năm 1944.
Trong thời gian kháng chiến chống Pháp ông hoạt động chiến đấu ở Mặt trận Đường 5 tại địa bàn tỉnh Hưng Yên. Từ 2/1944 – 10/1945 ông làm Bí thư Việt Minh xã Ngọ Cầu, phụ trách Việt Minh các xã Ngô Xuyên, Như Quỳnh, Hành Lạc huyện Văn Lâm. Từ 10/1045 – 7/1947 ông tham gia Chấp hành Huyện bộ Văn Lâm, rồi tham gia Huyện ủy, Thường vụ Huyện ủy Văn Lâm. Từ 7/1947 – 2/1949 làm Bí thư Huyện ủy Văn Lâm. Từ 3/1949 – 6/1953 ông tham gia Tỉnh ủy, rồi tham gia Thường vụ Tỉnh ủy Hưng Yên. Từ 7/1953 – 6/1954 ông làm Phó Bí thư Tỉnh ủy, Chính trị viên Tỉnh đội Hưng Yên.
Từ 7/1954 – 11/1954 ông làm Phó Bí thư Tỉnh ủy, Chính trị viên Tỉnh đội Hải Dương, phụ trách tiếp quản, Bí thư đảng ủy và Phó Chủ tịch Ủy ban quân quản Hải Dương. Từ 12/1954 - 11/1956 ông làm Quyền Bí thư Tỉnh ủy, rồi làm Bí thư Tỉnh ủy Hải Dương.
Từ 12/1956 - 12/1958 ông làm Chánh Văn phòng Khu ủy Tả Ngạn.
Sau đó ông về công tác tại Hải phòng, tham gia Thành ủy, rồi Thường vụ Thành ủy, lần lượt giữ chức Giám đốc Sở Thương nghiệp, rồi Trưởng Ban Tài mậu Thành ủy (1959 – 1961), Phó Chủ tịch Ủy ban Hành chính TP Hải phòng (1961 – 1966), Phó Bí thư Thành ủy, Chủ tịch Ủy ban Hành chính TP Hải Phòng (1966 – 1976);
Năm 1976 ông chuyển công tác về Bộ Nội thương giữ chức Thứ trưởng, rồi Thứ trưởng thứ nhất Bộ Nội thương (1976-1981), Phó Chủ nhiệm Ủy ban Kế hoạch Nhà nước (1981-1982), Bộ trưởng Bộ Nội thương (1982 – 1986), Trưởng ban Tài chính Quản trị Trung ương (1986 - 1992).
Tại Đai hội Đảng V (1982), ông được bầu vào Ban Chấp hành Trung ương Đảng Cộng sản Việt Nam.
Năm 1994 ông được Nhà nước trao tặng Huân chương Độc lập Hạng nhất.
Năm 2007 ông được Nhà nước truy tặng Huân chương Hồ Chí Minh.
Ngày 09/12/2022 Hội đồng Nhân dân TP Hải Phòng đã ban hành Nghị quyết số 14/2022/NQ-HĐND về việc về việc đặt tên một số đường, phố và công trình công cộng trên địa bàn thành phố Hải Phòng, trong đó đã quyết nghị đặt tên danh nhân Lê Đức Thịnh cho một tuyến phố bên cạnh Quận ủy Hải An [9].